# Herb Jutrosina
Herb Jutrosina – jeden z symboli miasta Jutrosin i gminy Jutrosin w postaci herbu. Wizerunek herbowy pochodzi z XVII wieku.

## Wygląd i symbolika
Herb przedstawia w złotym (żółtym) polu czerwony mur forteczny z sześcioma oknami czarnymi i trzema wieżami, każda o trzech blankach i jednym czarnym oknie. 